# Exèrcit del Brasil
L'Exèrcit Brasiler (en portuguès Exército Brasileiro) és una de les tres branques de les Forces Armades del Brasil responsable per la defensa de la pàtria, el compliment de les lleis, de l'ordre i dels poders constitucionals. L'Exèrcit és el responsable de dur a terme les operacions de combat terrestres. El seu comandant en cap és el president de la República. En l'estructura governamental, l'Exèrcit està enquadrat en el Ministeri de Defensa, al costat de l'Armada i la Força Aèria. Es calcula que és el desè del món per número d'efectius.

## Història
La història de l'Exèrcit Brasiler comença oficialment amb la creació de l'estat brasiler després de la Independència del Brasil, tanmateix mobilitzacions de brasilers per a fer la guerra ja existien des de l'etapa colonial, sent les primeres les efectuades contra les temptatives de colonització francesa, a les dècades de 1550 i de 1610.
El primer gran conflicte en terres brasileres va ser la guerra contra el Brasil neerlandès o Insurrecció Pernambucana, que va tenir com a punt àlgid la batalla de Guararapes (1648). Es considera que aquest va ser el primer conflicte on les forces brasileres presentaven un arrelat sentiment de defensa nacional i on van combatre units blancs, negres i indígenes.
L'expansió territorial cap a l'interior, que inicialment era responsabilitat de l'exercit, va recaure a partir del segle xvii en els bandeirantes. Així, el nou punt calent de la colonització lusobrasilera fou l'extrem sud de la colònia, on s'enfrontaren de manera continuada amb les tropes espanyoles tot i els diversos tractats fronterers que van signar Lisboa i Madrid.
Quan els models extractius del Brasil colonial van deixar de donar els seus fruits a mitjans del segle xviii i la corona va aplicar polítiques econòmiques i socials cada cop més sufocants, se succeïren un grapat de revoltes de diferent signe: emancipadores a nivell local (Conjuració Mineira, Guerra dels Farrapos), republicanes (Confederació de l'Equador, Revolució Pernambucana) o abolicionistes (Revolució Pernambucana, la Sabinada).
El 1822, el Brasil va declarar la Independència. La majoria de les tropes van mantenir-se al costat del nou emperador, Pere I i la Guerra d'Independència del Brasil va resoldre's amb relativa tranquil·litat, si la comparem amb l'emancipació dels veïns llatinoamericans.
Durant el periode imperial van tenir lloc dos grans conflictes: la Guerra Cisplatina, contra l'Argentina, i la Guerra de la Triple Aliança, contra el Paraguai. Aquesta última, finalitzada el 1870, va dur a dues dècades de pau i prosperitat, que es van trencar el 1889 amb el cop d'estat militar que proclamà la República.
Des de llavors, el país ha estat governat per militars en dues ocasions: en la República de l'Espasa (1889-1894) i en la Dictadura militar del Brasil (1964-1985). L'Era Vargas, si bé fou dirigida per un civil (Getúlio Vargas), estava emparada per les Forces Armades.
L'exercit del Brasil només ha combatut dos cops fora del continent, participant amb el bàndol aliat en sengles guerres mundials. En la Primera, va enviar un destacament a França, mentre que en la Segona Guerra Mundial va lluitar contra l'Eix a Itàlia.
Des de la redemocratització del país, l'exèrcit brasiler du a terme tasques humanitàries i dona suport a les forces de seguretat estatals quan se l'ha requerit.

## Estructura i organització
En temps de pau, les tropes de l'Exèrcit estan preparant-se contínuament en l'ocupació de situacions de conflicte o guerra. A més, són entrenades per a la protecció de les fronteres (tasca duta a terme conjuntament amb la Força Aèria) i portar aliments o serveis mèdics a punts aïllats, participant i coordinant campanyes socials i estudis, com els realitzats pel Centre Tecnològic de l'Exèrcit (CTEx). També intervé en les missions de pau de l'ONU.
Entre 1946 i 1985 l'Exèrcit brasiler es va dividir en quatre exèrcits de camp numerats. El Primer Exèrcit estacionat a Rio de Janeiro, l'antiga capital el que li va donar gran influència política. El Segon Exèrcit a São Paulo, la major ciutat del país. El Tercer Exèrcit estacionat a Porto Alegre, compartint fronteres amb Argentina i Uruguai (rivals tradicionals del Brasil) el que li va donar gran influencia política i militar. El Quart Exèrcit estava estacionat a Recife. També hi havia dos comandaments militars independents, el del Planalto, que comprenia el Districte Federal i l'Estat de Goiás, i el de la Regió Amazónica, situats a Brasília i Manaus respectivament.
L'1 de gener de 1986 es va reorganitzar l'exèrcit, i es va dividir en 8 comandaments militars amb seu a Campo Grande, Rio de Janeiro, São Paulo, Porto Alegre, Recife, Brasília, Manaus i Belém. Els canvis van ser instituïts com a part d'una campanya de modernització per fer que l'exèrcit millor preparat per a una ràpida mobilització. La reorganització reflecteix la unitat geopolítica del Brasil, la creixent importància de Brasília, l'Amazones, i la regió centre-oest del Brasil. El 1997 l'exèrcit disposava de quatre brigades de la selva i cinc batallons de la selva que s'estenien des d'Amapá fins a Mato Grosso do Sul.
L'Exèrcit Brasiler va tenir gran influència en la política del país durant el segle xx, com van ser el tenentismo o, per sobre de tot, el Cop Militar de 1964, que va resultar en 21 anys de dictadura militar. A data de 2022, l'exèrcit brasiler compta amb 360 mil soldats, més 1,3 milions de reservistes.

## Equipament

### Armes d'Infanteria

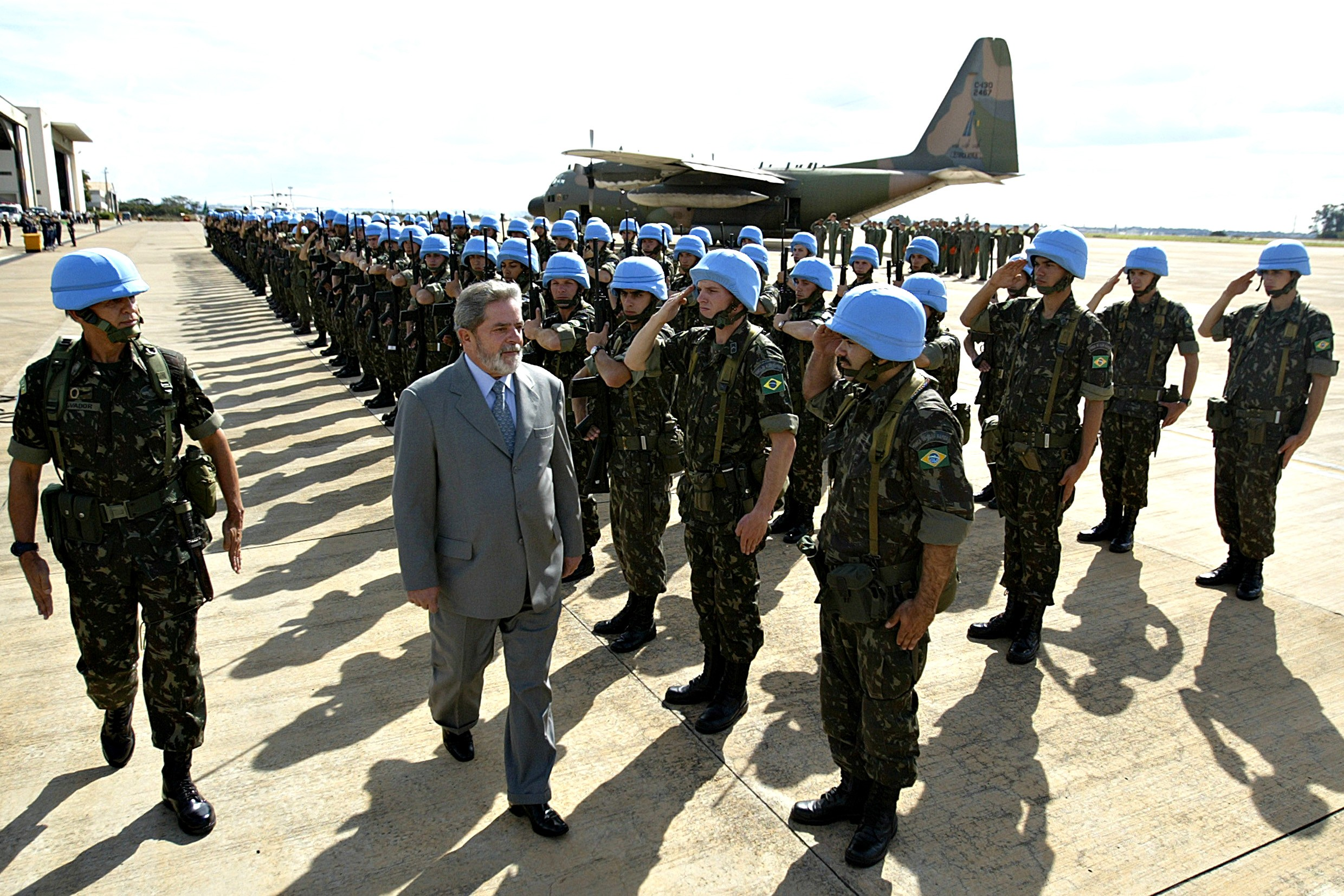
Infanteria.

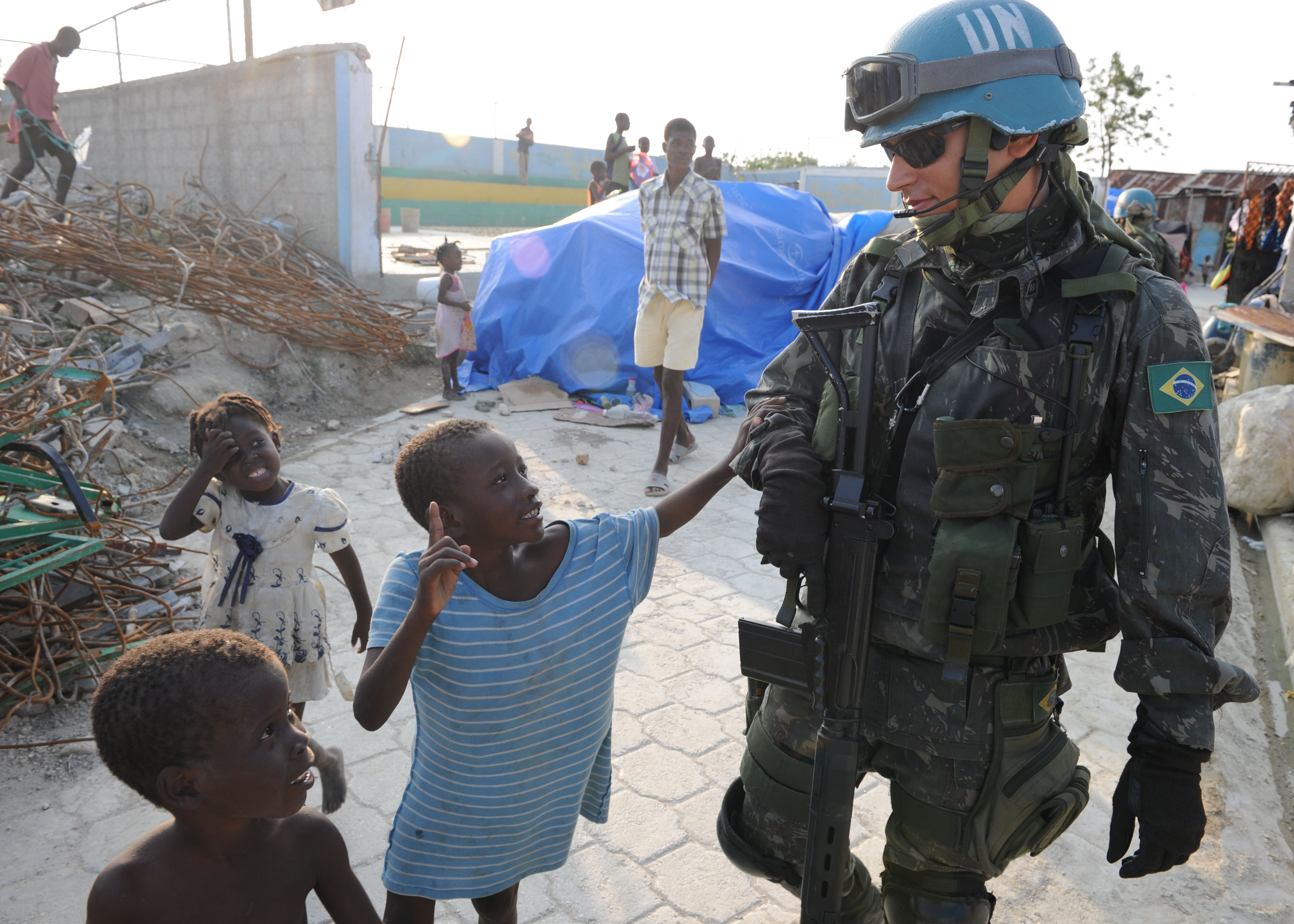
Soldat brasiler a Haití.

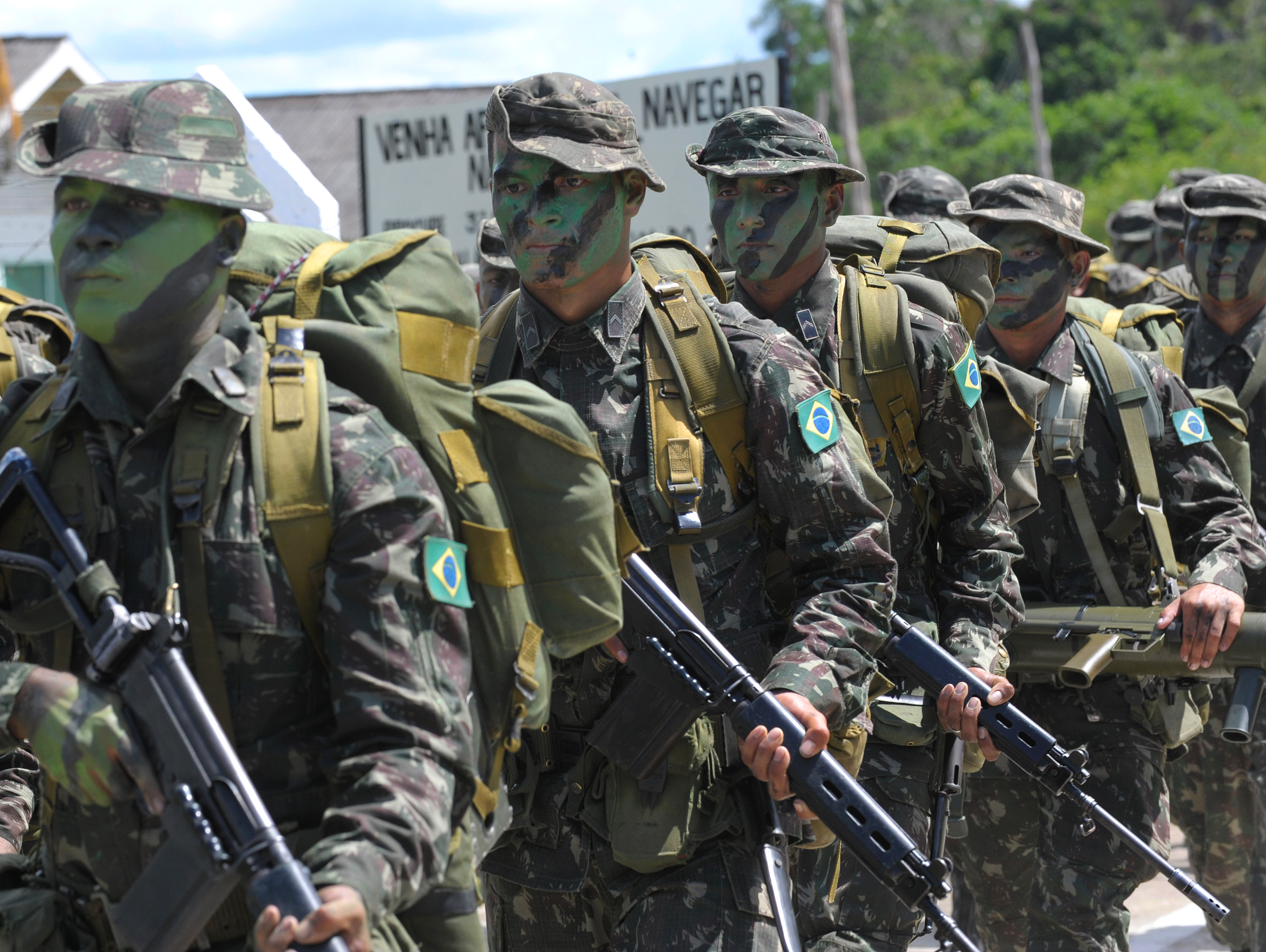
Soldats a la selva.

- M964 FAP, versió local del FN FAL 50.41
- M964, versió local del FN FAL 50.50
- M964A1, versió local del FN FAL 50.63
- IMBEL MD97, molt semblant al FN FAL però de calibre 5.56 × 45 mm NAT
- IMBEL IA-2, fusell de combat
- H&K G-36C (Brigada d'Operacions Especials).
- FN Minimi SPW (Brigada d'Operacions Especials)
- M4A1. (Brigada d'Operacions Especials)
- AK-47(Norinco) (Brigada d'Operacions Especials)
- Pistola H&K USP (Brigada d'Operacions Especials)
- PGM Hécate II fusell de precision anti-material recentment adquirit
- Pistola Glock 17 (Brigada d'Operacions Especials)
- M972, versió local de la Beretta Modelo 12
- M973, versió local de la M1911 però modificada al calibre 9 mm Parabellum
- M975 versió local de la Beretta 92
- Barrett M82A1. (Brigada d'Operacions Especials)
- Heckler & Koch PSG1. (Brigada d'Operacions Especials)
- PGM .338 MINI-HECATE (Brigada d'Operacions Especials)
- H&K MSG-90 (Brigada d'Operacions Especials)
- Heckler & Koch MP5 (Brigada d'Operacions Especials)
- Lanzagranadas Milkor MGL Mk1 de 40 mm
- Lanzagranadas M79 de 40 mm
- Escopeta Remington 870 12 mm
- FN MAG
- FN M2HB

### Armes antitancs
| Nom                        | Tipus          | Quantitat | Origen                       | Fotos |
| -------------------------- | -------------- | --------- | ---------------------------- | ----- |
| Carl Gustav M2 84mm        | Arma antitancs | 220       | Regne de Suècia              |       |
| ERYX                       | Arma antitancs | 12        | República Francesa           |       |
| MILAN                      | Arma antitancs | 20        | República Francesa           |       |
| Mectron MSS-1.2            | Arma antitancs | 400       | República Federal del Brasil |       |
| ALAC - Arma Leve Anticarro | Arma antitancs | 2000      | República Federal del Brasil |       |

### Vehicles blindats
| Nom             | Tipus                          | Quantitat | Origen                       | Fotos |
| --------------- | ------------------------------ | --------- | ---------------------------- | ----- |
| Leopard 1       | Carro de combat                | 368       | República Federal d'Alemanya |       |
| M60 Patton      | Carro de combat                | 90        | Estats Units d'Amèrica       |       |
| EE-11 Urutu     | Vehicle de combat d'infanteria | 400       | República Federal del Brasil |       |
| VBTP-MR Guarani | Vehicle de combat d'infanteria | 200       | República Federal del Brasil |       |
| EE-09 Cascavel  | Vehicle de combat d'infanteria | 600       | República Federal del Brasil |       |
| M113B           | Transport blindat de personal  | 580       | Estats Units d'Amèrica       |       |
| AV-VBL 4x4      | Transport blindat de personal  | 30        | República Federal del Brasil |       |

### Artilleria
| Nom                     | Tipus                            | Quantitat | Origen                         | Fotos |
| ----------------------- | -------------------------------- | --------- | ------------------------------ | ----- |
| Obús autopropulsat M109 | Artilleria autopropulsada 155 mm | 76        | Estats Units d'Amèrica         |       |
| Obús autopropulsat M108 | Artilleria autopropulsada 105 mm | 72        | Estats Units d'Amèrica         |       |
| ASTRES II               | Llançacohets múltiple            | 20        | República Federal del Brasil   |       |
| ASTRES 2020             | Llançacohets múltiple            | 30        | República Federal del Brasil   |       |
| Obús M101               | Canó obús de 105 mm              | 320       | Estats Units d'Amèrica         |       |
| OTO Melara Mod. 56      | Canó obús de 105 mm              | 72        | República Italiana             |       |
| L118                    | Canó obús de 105 mm              | 36        | Regne Unit de la Gran Bretanya |       |
| M102                    | Canó obús de 105 mm              | 19        | Estats Units d'Amèrica         |       |
| M114                    | Canó obús de 155 mm              | 92        | Estats Units d'Amèrica         |       |
| Morter rallat de 120 mm | Morter                           | 400       | República Federal del Brasil   |       |
| M30 107mm               | Morter                           | 200       | República Federal del Brasil   |       |
| Morter de 81mm          | Morter                           | 1000      | República Federal del Brasil   |       |
| Morter de 60mm          | Morter                           | 1000      | República Federal del Brasil   |       |

### Defenses antiaèries
| Nom               | Tipus                    | Quantitat | Origen                       | Fotos |
| ----------------- | ------------------------ | --------- | ---------------------------- | ----- |
| Flakpanzer Gepard | Vehicle blindat antiaeri | 36        | República Federal d'Alemanya |       |
| Pantsir S1        | Vehicle blindat antiaeri | 18        | Federació Russa              |       |
| Bofors L/60       | 40 mm Canó antiaeri      | 100       | Regne de Suècia              |       |
| Bofors L/70       | 40 mm Canó antiaeri      | 24        | Regne de Suècia              |       |
| Oerlikon 35 mm    | 35 mm Canó antiaeri      | 38        | Confederació Suïssa          |       |
| 9K38Igla          | Míssil terra-aire        | 140       | Federació Russa              |       |
| RBS 70            | Míssil terra-aire        | 16        | Regne de Suècia              |       |

### Helicòpters
| Helibras AS532 Cougar | Helibras AS532 Cougar                                      |
| --------------------- | ---------------------------------------------------------- |
|                       | \| Missió: \| Helicòpter \| \| Aeronaus en servei: \| 8 \| |
| Missió:               | Helicòpter                                                 |
| Aeronaus en servei:   | 8                                                          |

| Helibras H225M Super Cougar | Helibras H225M Super Cougar                                 |
| --------------------------- | ----------------------------------------------------------- |
|                             | \| Missió: \| Helicòpter \| \| Aeronaus en servei: \| 17 \| |
| Missió:                     | Helicòpter                                                  |
| Aeronaus en servei:         | 17                                                          |

| Helibras H125M Fennec | Helibras H125M Fennec                                       |
| --------------------- | ----------------------------------------------------------- |
|                       | \| Missió: \| Helicòpter \| \| Aeronaus en servei: \| 20 \| |
| Missió:               | Helicòpter                                                  |
| Aeronaus en servei:   | 20                                                          |

| Helibras AS565 Panther | Helibras AS565 Panther                                      |
| ---------------------- | ----------------------------------------------------------- |
|                        | \| Missió: \| Helicòpter \| \| Aeronaus en servei: \| 34 \| |
| Missió:                | Helicòpter                                                  |
| Aeronaus en servei:    | 34                                                          |

| Helibras HB 350B Esquilo | Helibras HB 350B Esquilo                                    |
| ------------------------ | ----------------------------------------------------------- |
|                          | \| Missió: \| Helicòpter \| \| Aeronaus en servei: \| 16 \| |
| Missió:                  | Helicòpter                                                  |
| Aeronaus en servei:      | 16                                                          |

| Sikorsky UH-60 Blackhawk | Sikorsky UH-60 Blackhawk                                   |
| ------------------------ | ---------------------------------------------------------- |
|                          | \| Missió: \| Helicòpter \| \| Aeronaus en servei: \| 4 \| |
| Missió:                  | Helicòpter                                                 |
| Aeronaus en servei:      | 4                                                          |